# Gruppenspiel
Als Gruppenspiele bezeichnet man Spiele, welche innerhalb einer Gruppe mit einer Mindestzahl von drei Spielern ausgetragen werden. Im Vordergrund steht dabei nicht der sportliche Wettkampf, wie bei Mannschaftsspielen, sondern der Spielspaß und das Erlebnis mit den Partnern. 
Neben den Gruppenspielen, die dem Spielbedürfnis, der Entspannung und dem Vergnügen dienen, wie zum Beispiel den Kreisspielen von Kindern, erfüllt der Bereich der Rollenspiele, Kennenlernspiele, Aufwärm-Übungen und Simulationsspiele in Seminaren und Unterrichtseinheiten eher methodische Zwecke. In vielen Fällen stehen die Interaktion und die Kooperation im Vordergrund.

## Gruppenspiele (Auswahl)
Als Beispiele für diese Art der Spiele gelten:
- Armer schwarzer Kater
- Blickduell
- zahlreiche Varianten der Fang- und Versteckspiele
- Pfänderspiele aller Art
- Kennenlernspiele, wie Mein rechter, rechter Platz
- Stille Post[2]
- Schokoladespiel
- Schmuggler und Wachen[3]

## Weitere Bedeutung
Ebenfalls als Gruppenspiele werden die im Bereich des Sports bei Turnieren üblichen Wettkämpfe innerhalb einer Spielgruppe zur Ermittlung eines Gruppensiegers bezeichnet.